# Cheongju
Cheongju (kor. 청주시) – miasto będące stolicą prowincji Chungcheong Północny w Korei Południowej. Siedziba rzymskokatolickiej diecezji Cheongju.

## Historia
Od dawnych czasów Cheongju był ważnym miastem regionu. Po wybudowaniu linii kolejowej Gyeongbu w 1905 roku, miasto stało się węzłem transportowym. W 1908 roku przeniesiono stolicę prowincji z Chungju do Cheongju.

## Inne
W mieście znajduje się hala sportowa Cheongju Arena.

## Miasta partnerskie
- Japonia: Tottori
- ChRL: Wuhan, Changzhou
- Rosja: Rostów nad Donem
- Polska: Wrocław[1]